# USB 3.0

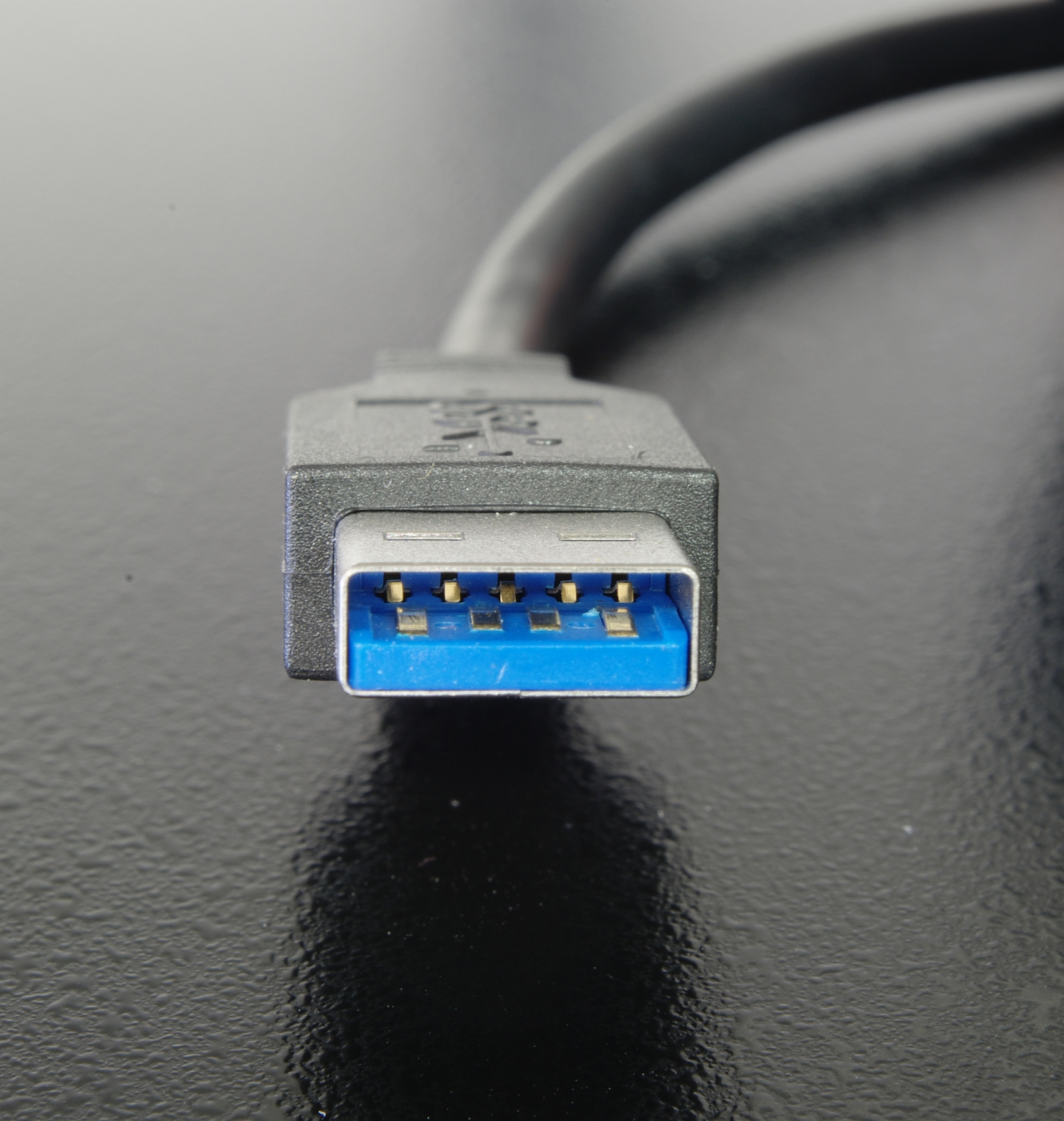
USB 3.0 단자의 표준 A 전면부.

USB 3.0은 컴퓨터와 전자기기 간의 통신을 위한 USB 표준의 3번째 판이다. 여러 개선사항 중에 USB 3.0은 슈퍼스피드 USB(SS)로 불리는 새로운 전송 속도를 추가하고 있으며 초당 최대 5 Gbit의 데이터를 전송할 수 있는데 이는 기존 USB 2.0 표준에 비해 약 10배 정도 빠른 것이다. 제조업체들은 파란 색 코드의 표준 A 수용잭, 플러그, 그리고 SS라는 이니셜을 통해 USB 2.0과 USB 3.0 단자를 구별할 것을 권고하고 있다.
2013년 7월 출시된 USB 3.1은 USB 3.0 표준을 대체하는 표준이다. USB 3.1은 "USB 3.1 Gen 1"으로 불리는 기존의 슈퍼스피드 USB 전송률을 유지하면서, "USB 3.1 Gen 2"로 불리는 슈퍼스피드 USB 10Gbps라는 이름의 새로운 전송 속도를 정의하며, 초당 최대 10 Gbit로 데이터를 전송할 수 있고(1.25 GB/초. 즉, USB 3.0의 두 배 속도), 최초 버전의 선더볼트 인터페이스와 함께 이론적인 최대 속도를 달성한다.

## USB 3.0
- SS(Super Speed)라는 명칭으로 사용되며 마이크로소프트와 인텔 등의 회사에서 개발을 마쳤다.
- 2008년 11월 17일에 SIG(Special Interest Group)에서 USB 3.0 스펙에 대한 표준안 작업이 완료되어 USB 3.0 규격(Rev. 1.0)이 발표되었고, 2010년에 출시되었다.

## USB 3.1
2013년 1월 USB 그룹의 언론 발표 때 USB 3.0을 10 Gbit/초(1250 MB/초)로 업데이트할 계획이라고 밝혔다.
USB 3.1 표준은 USB 3.0과 USB 2.0과 하위 호환된다.
- USB 3.1 Gen 1: USB 3.1 Gen 1은 USB 3.0과 동일하게 슈퍼스피드 최대 데이터 전송률이 5 Gbit/초이다.
- USB 3.1 Gen 2: USB 3.1 Gen 2는 USB 3.0 보다 2배인 새로운 10 Gbit/초 (1250 MB/초)의 슈퍼스피드+ 최대 전송 속도를 낸다.

## USB 3.2
2017년 7월 25일, USB 3.0 프로모터 그룹의 언론 발표 때 USB Type-C 사양의 진행 중인 업데이트에 대한 상세한 정보가 제공되었다. USB 3.2 사양에서 기존의 슈퍼스피드 인증 USB-C 3.1 Gen 1 케이블은 최대 10 Gbit/초(최소 5Gbit/초)로 동작할 수 있으며 슈퍼스피드+ 인증 USB-C 3.1 Gen 2 케이블은 최대 20 Gbit/초(최소 10Gbit/초) 동작할 수 있다. 대역의 증가는 멀티레인(multi-lane)의 동작을 통해 이루어진다.

## 같이 보기
- USB4
- 버스 (컴퓨팅)
- 모바일 고선명 링크